# Xylocampa areolona
Xylocampa areolona är en fjärilsart som beskrevs av Max Wilhelm Karl Draudt 1950. Xylocampa areolona ingår i släktet Xylocampa och familjen nattflyn. Inga underarter finns listade i Catalogue of Life.